# فلويد سميث (طبيب)
فلويد سميث (بالإنجليزية: Floyd Olin Smith) هو طبيب أمريكي، ولد في 1 ديسمبر 1885 في رولي في الولايات المتحدة، وتوفي في 6 أغسطس 1961 في Felton, California ‏ في الولايات المتحدة.